# 歌川国重 (3代目)
三代目 歌川国重（さんだいめ うたがわ くにしげ、生没年不詳）とは、江戸時代末期から明治時代にかけての浮世絵師。

## 来歴
三代目歌川豊国の門人で歌川の画姓を称す。『市中取締書留』所収の「浮世画工名前書」に俗名は安吉、浅草田町一丁目に住むとある。作画期は嘉永から明治初期頃にかけてとされ、風俗画、開化絵などを残している。

## 作品
- 「浅草金龍山活人形之図」　大判錦絵3枚続　※安政6年
- 「東京写真師俳優図」　大判錦絵3枚続
- 「越中富山神通川船橋之図」　横四ツ切判錦絵　富山県立図書館所蔵　※富山版画